# Laddu

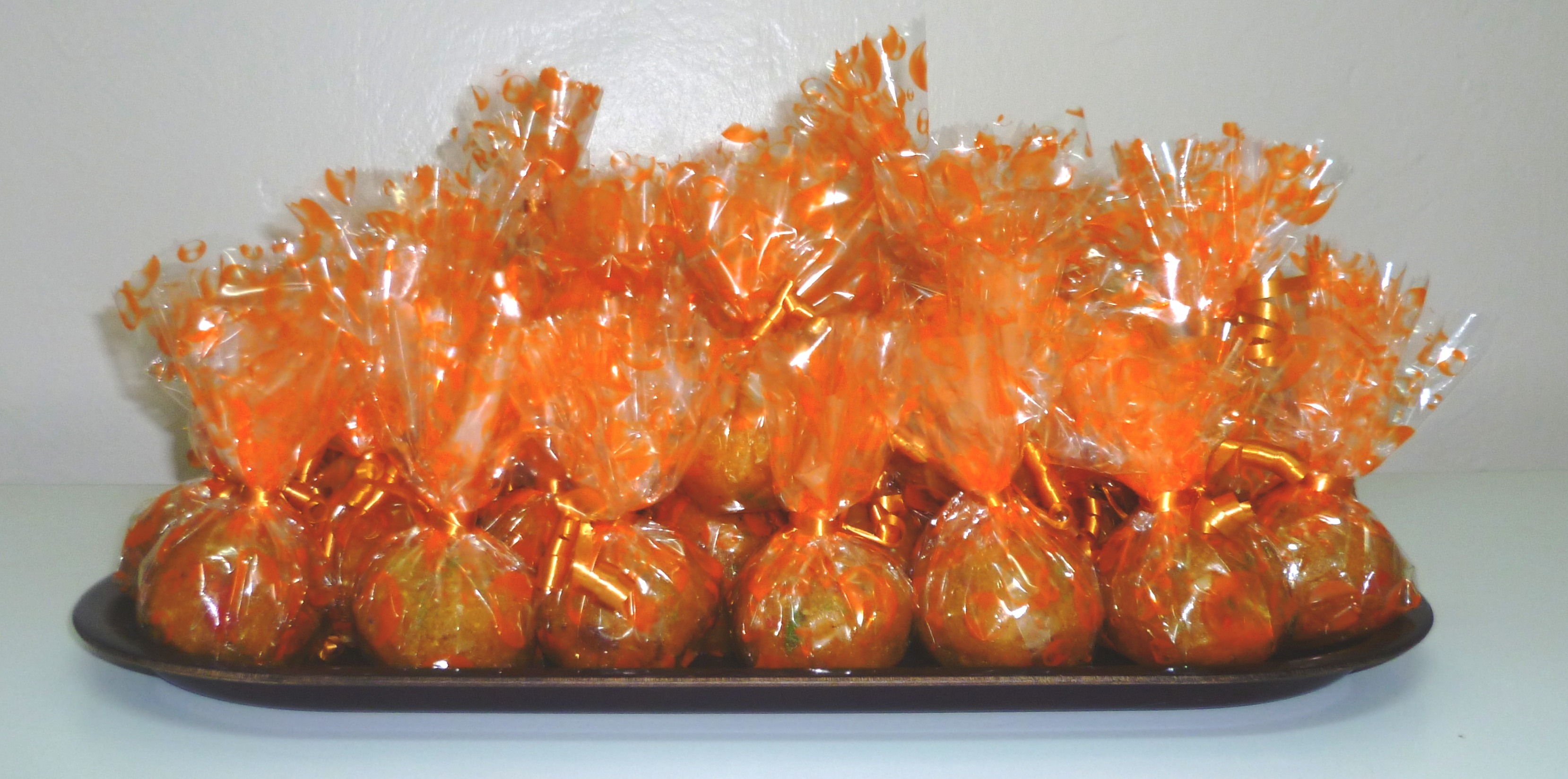
Laddu đóng gói cho đám cưới

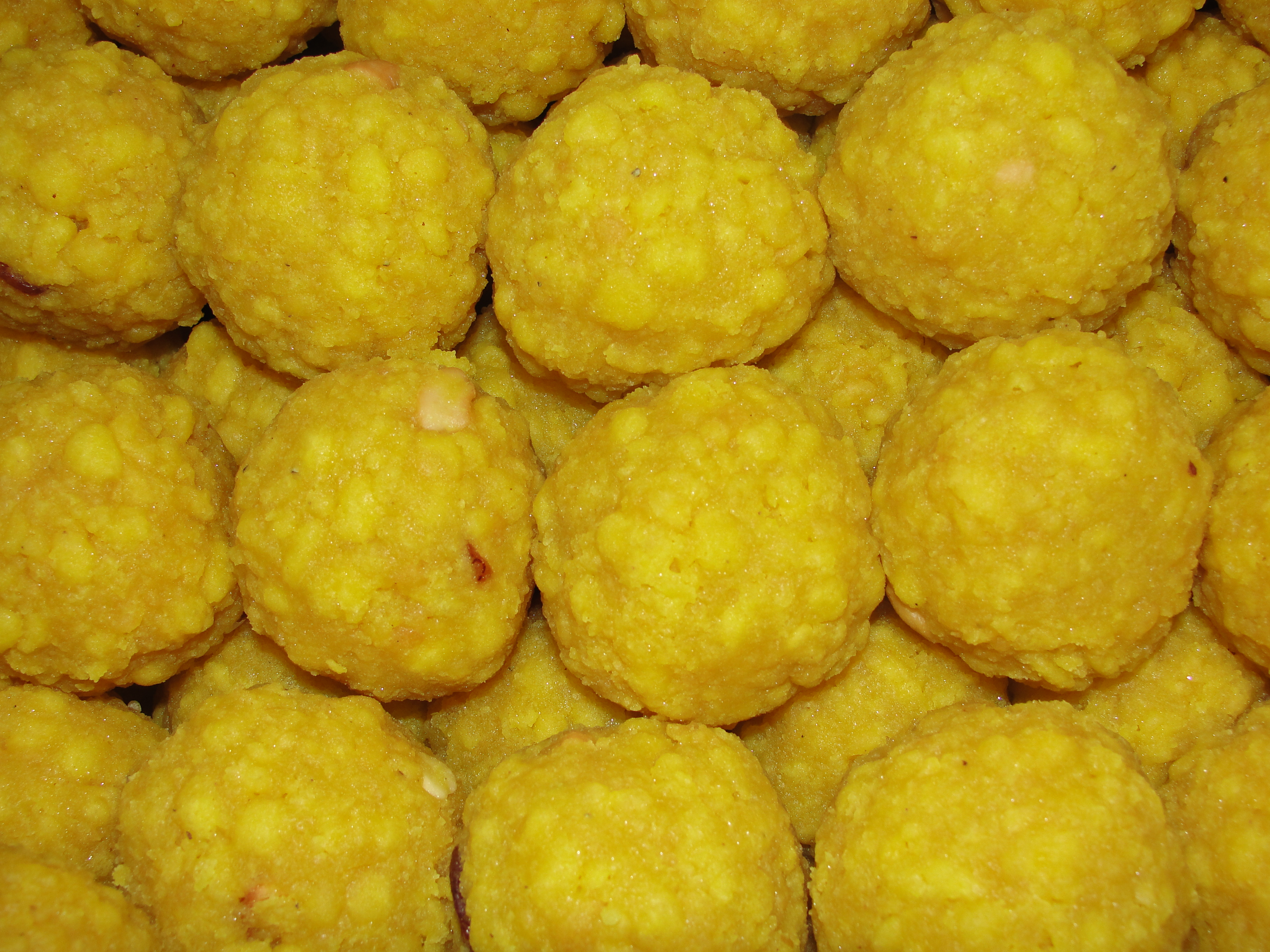
Laddu

Laddu hay laddoo là món bánh ngọt hình viên tròn trong ẩm thực vùng tiểu lục địa Ấn Độ. Bánh này được làm từ bột mì, thêm đường, bơ, dầu ăn và các nguyên liệu khác. Bánh thường được sử dụng trong các dịp lễ hội truyền thống.